# Cmentarz wojenny nr 170 – Łowczów
Cmentarz wojenny nr 170 – Łowczów – austriacki cmentarz z I wojny światowej w miejscowości Łowczów w województwie małopolskim, w powiecie tarnowskim, w gminie Tuchów. Jest jednym z 400 zachodniogalicyjskich cmentarzy wojennych zbudowanych przez Oddział Grobów Wojennych C. i K. Komendantury Wojskowej w Krakowie. W VI okręgu tarnowskim cmentarzy tych jest 63.

## Położenie
Cmentarz zlokalizowany jest na zalesionym stoku opadającym do doliny rzeki Biała, poniżej drogi prowadzącej do Rychwałdu, około pół kilometra na północny zachód od remizy strażackiej w Łowczowie. Zjazd z tej drogi kończy się przy pojedynczym domu, dalej do cmentarza prowadzi nieoznakowana ścieżka leśna.

## Opis cmentarza
Zaprojektowany został przez Heinricha Scholza. Zbudowany jest na planie wieloboku i posiada typowe dla austriackich cmentarzy ogrodzenie w postaci betonowych słupków, pomiędzy którymi rozpięto podwójny rząd grubych, metalowych rur. Wzdłuż ogrodzenia rosną drzewa. Wejście, od dolnej strony stoku, prowadzi przez betonowe schodki i dwuskrzydłową metalową furtkę. Krótką alejką dochodzi się do pomnika centralnego. Jest to betonowy krzyż łaciński zamontowany na trzystopniowym, również betonowym cokole.
Nagrobki w postaci betonowych stel z blaszanymi emaliowanymi tabliczkami imiennymi. Stele zwieńczone są dwoma rodzajami żeliwnych krzyży, wykonanych według projektu Gustawa Ludwiga; wzór austriacki (wzorowany na Wojskowym Krzyżu Zasługi) i wzór rosyjski (wzorowany na krzyżu patriarchalnym). Dwa większe nagrobki, ustawione na mogiłach zbiorowych, mają cokół murowany z kamienia i duży żeliwny, ażurowy krzyż, również projektu Ludwiga. Jeden z tych nagrobków znajduje się na mogile 5 nieznanych żołnierzy rosyjskich, drugi na grobie oficerów armii austriackiej.

## Polegli
Pochowano tutaj 8 żołnierzy armii austro-węgierskiej i 16 żołnierzy armii rosyjskiej. Żołnierze rosyjscy są nieznani, zidentyfikowano natomiast wszystkich żołnierzy austro-węgierskich. Walczyli oni w 59. pułku piechoty z rejonem rekrutacji w okolicach Salzburga w Austrii, a zginęli w dniach 5–6 maja 1915 r., czyli podczas bitwy pod Gorlicami.

## Losy cmentarza
Austriacy przystąpili do budowy cmentarzy w 1915 r., zaraz po zwycięskiej dla nich bitwie pod Gorlicami. Cmentarze wykonali bardzo solidnie, jednak z czasem ulegały one naturalnemu niszczeniu przez czynniki pogody i roślinność. Cmentarz nr 170 poddano generalnemu remontowi. Wycięto zarastające go chaszcze, przycięto żywopłot, wyplantowano teren, odnowiono ogrodzenie, krzyż centralny i nagrobki, na których zamontowano nowe tabliczki imienne.

## Galeria

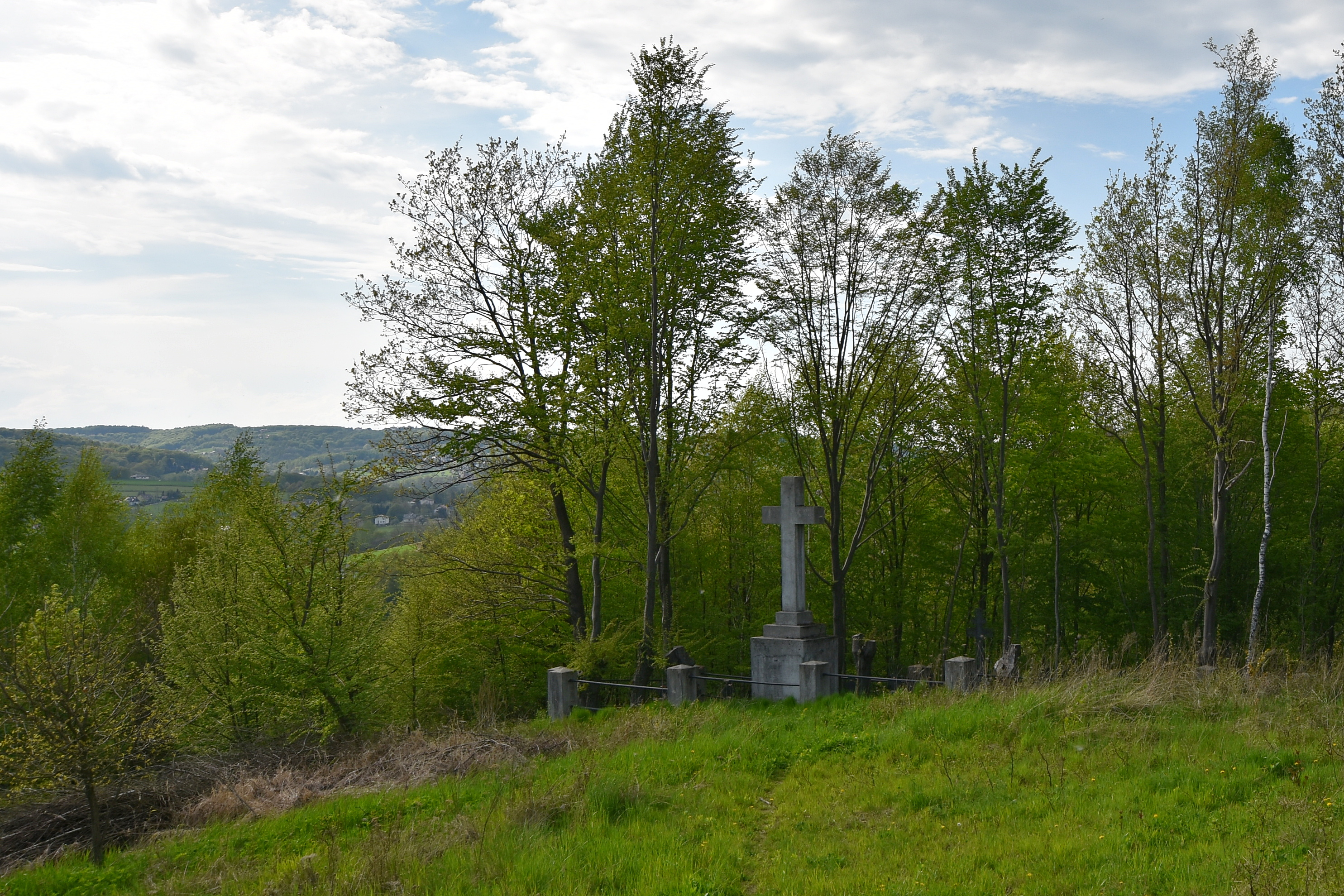
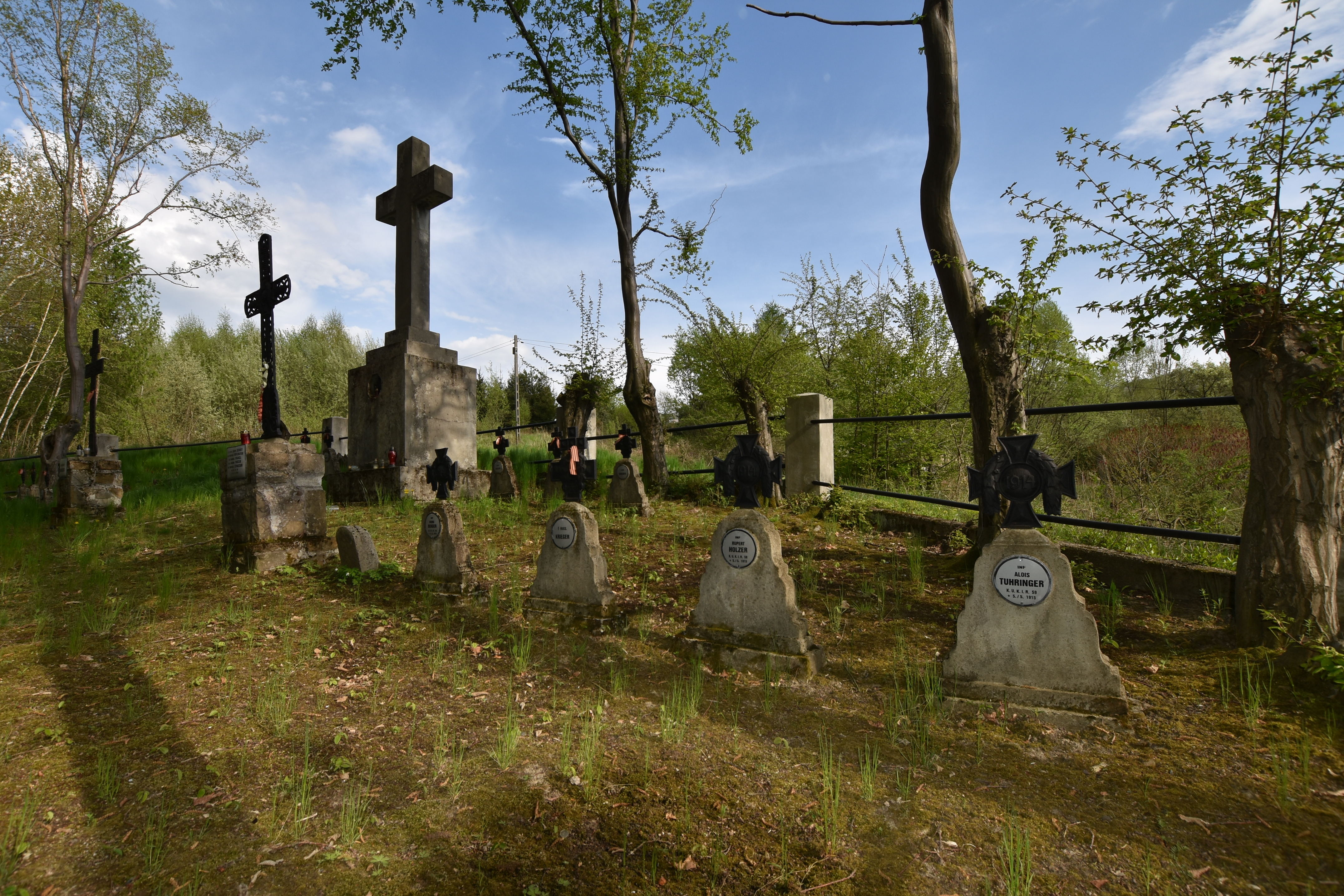
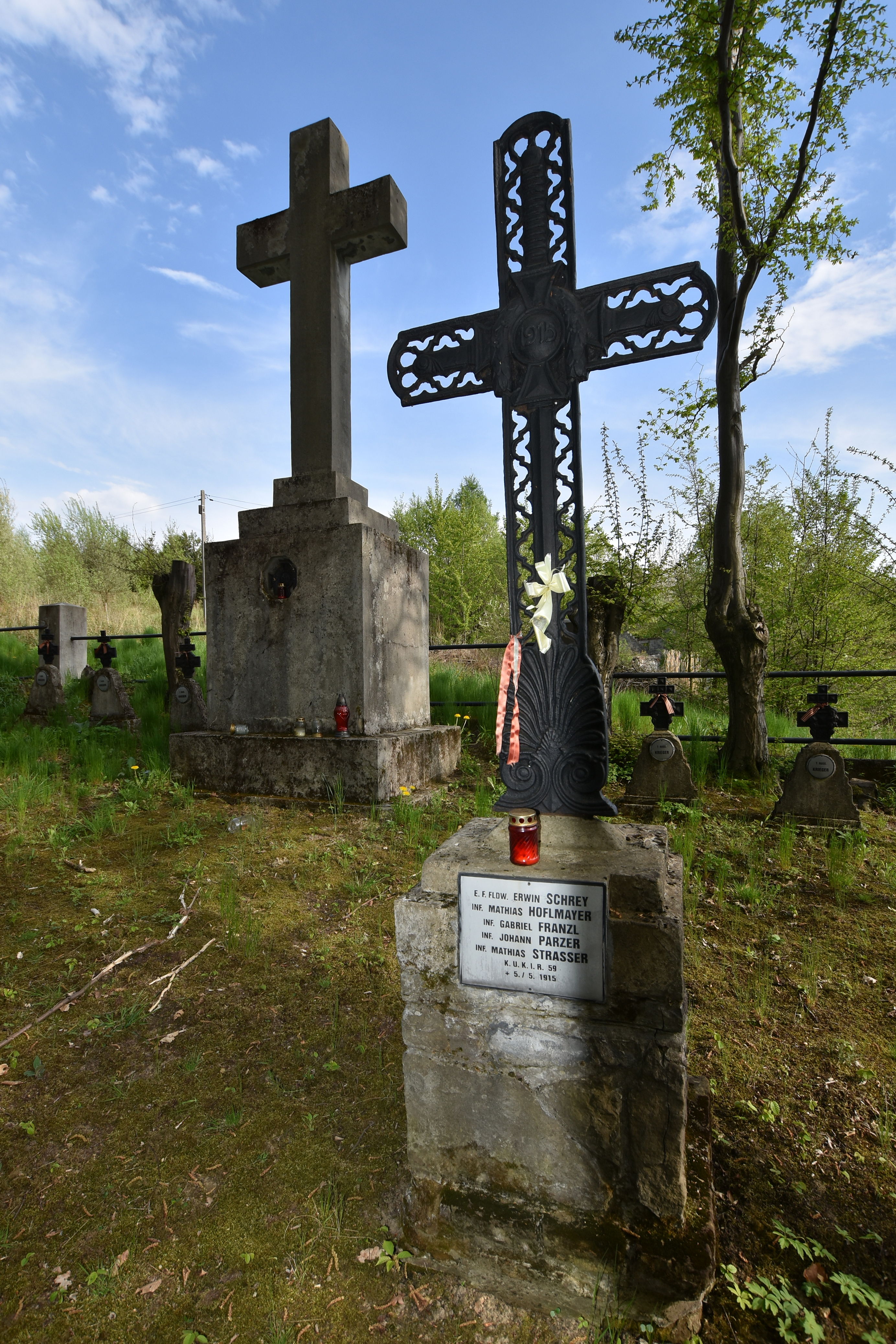
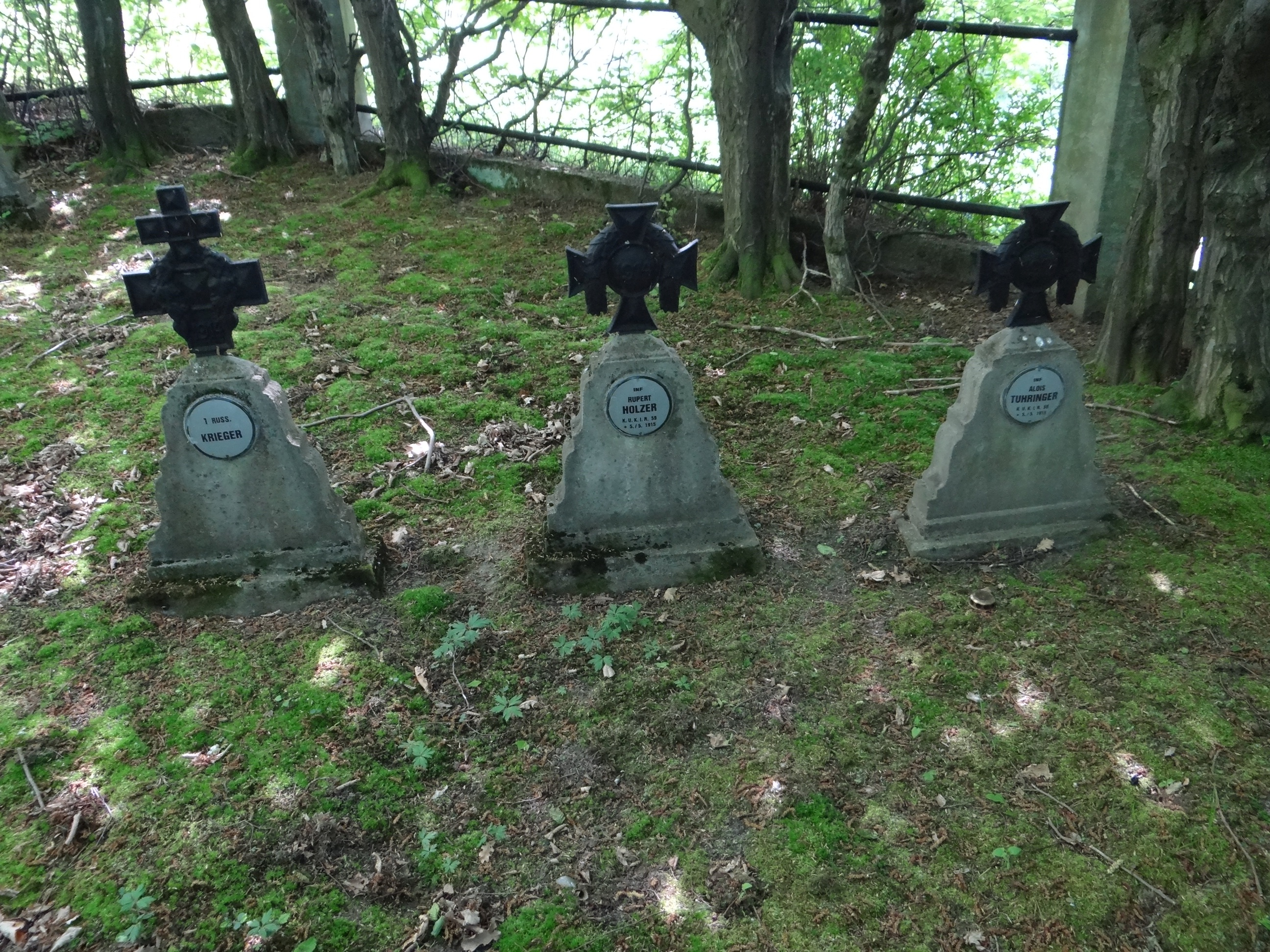
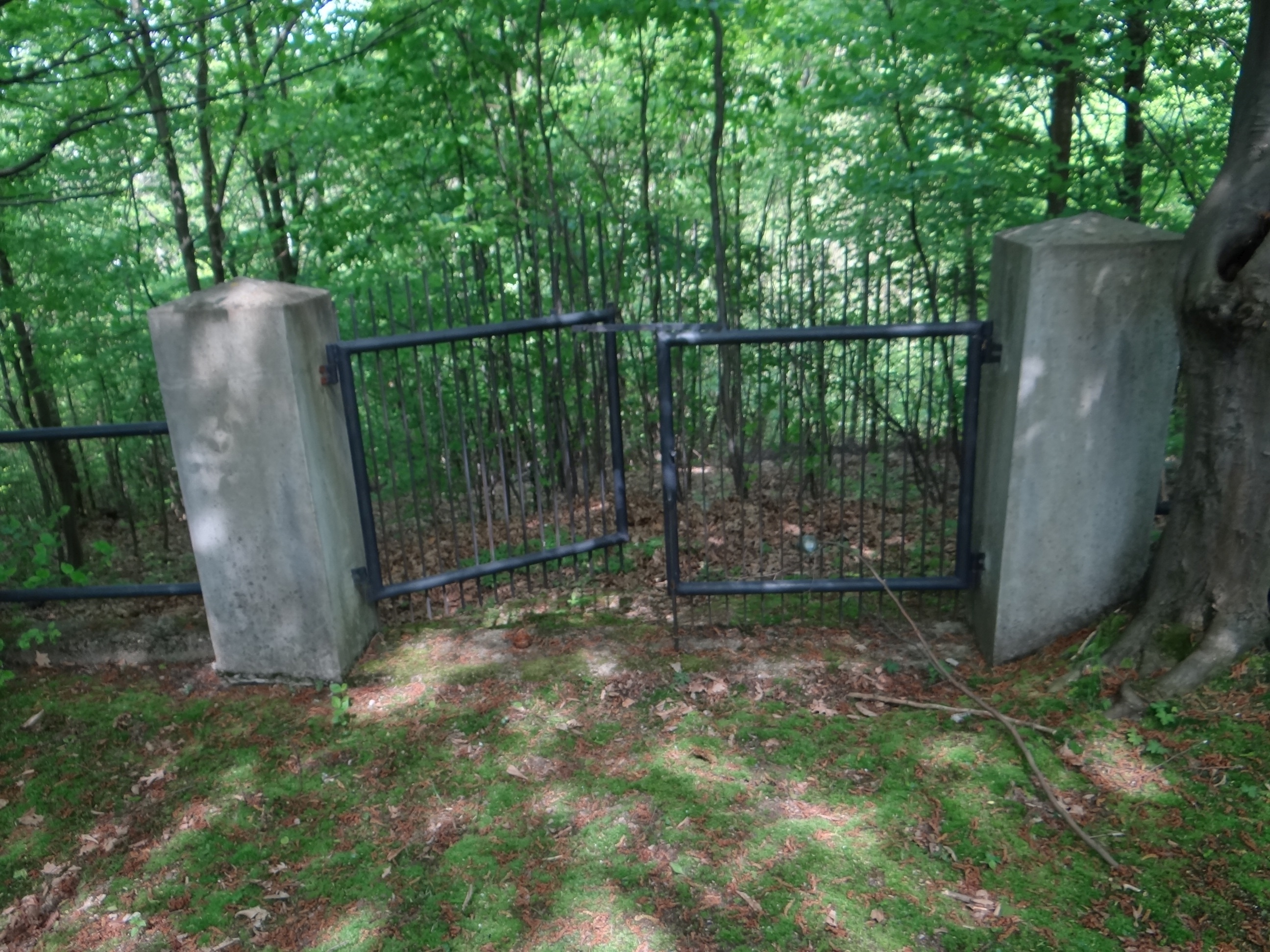